# Distrito de Luya Viejo

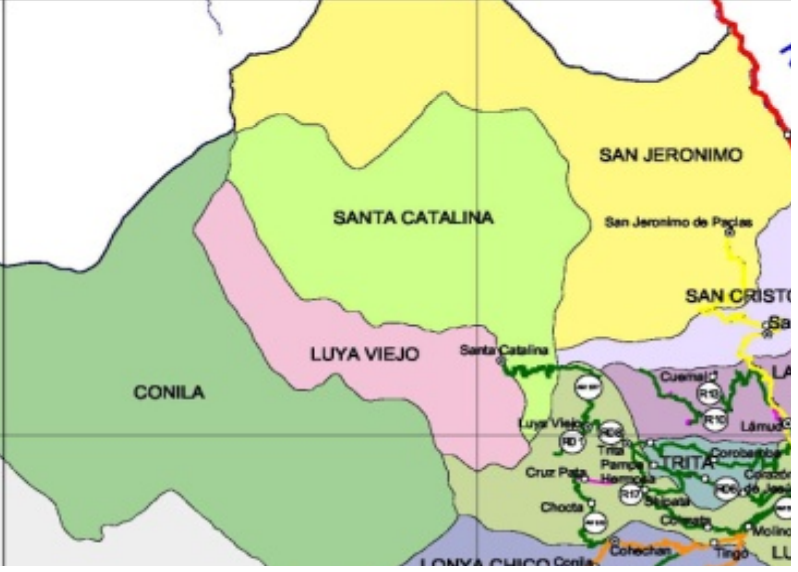
Mapa de los límites del distrito de Luya Viejo

El distrito de Luya Viejo es uno de los veintitrés distritos de la Provincia de Luya, ubicado en el Departamento de Amazonas, en el norte del Perú. Limita por el norte y por el este con el distrito de Santa Catalina; por el sur con el distrito de Trita y; por el oeste con el distrito de Conila.
Desde el punto de vista jerárquico de la Iglesia católica pertenece a la Parroquia Señor de Gualamita de Lámud, ésta forma parte de la Diócesis de Chachapoyas.

## Historia
El distrito fue creado el 22 de noviembre de 1918 mediante Ley N.º 2848, en el segundo gobierno de José Pardo y Barreda.

## Geografía

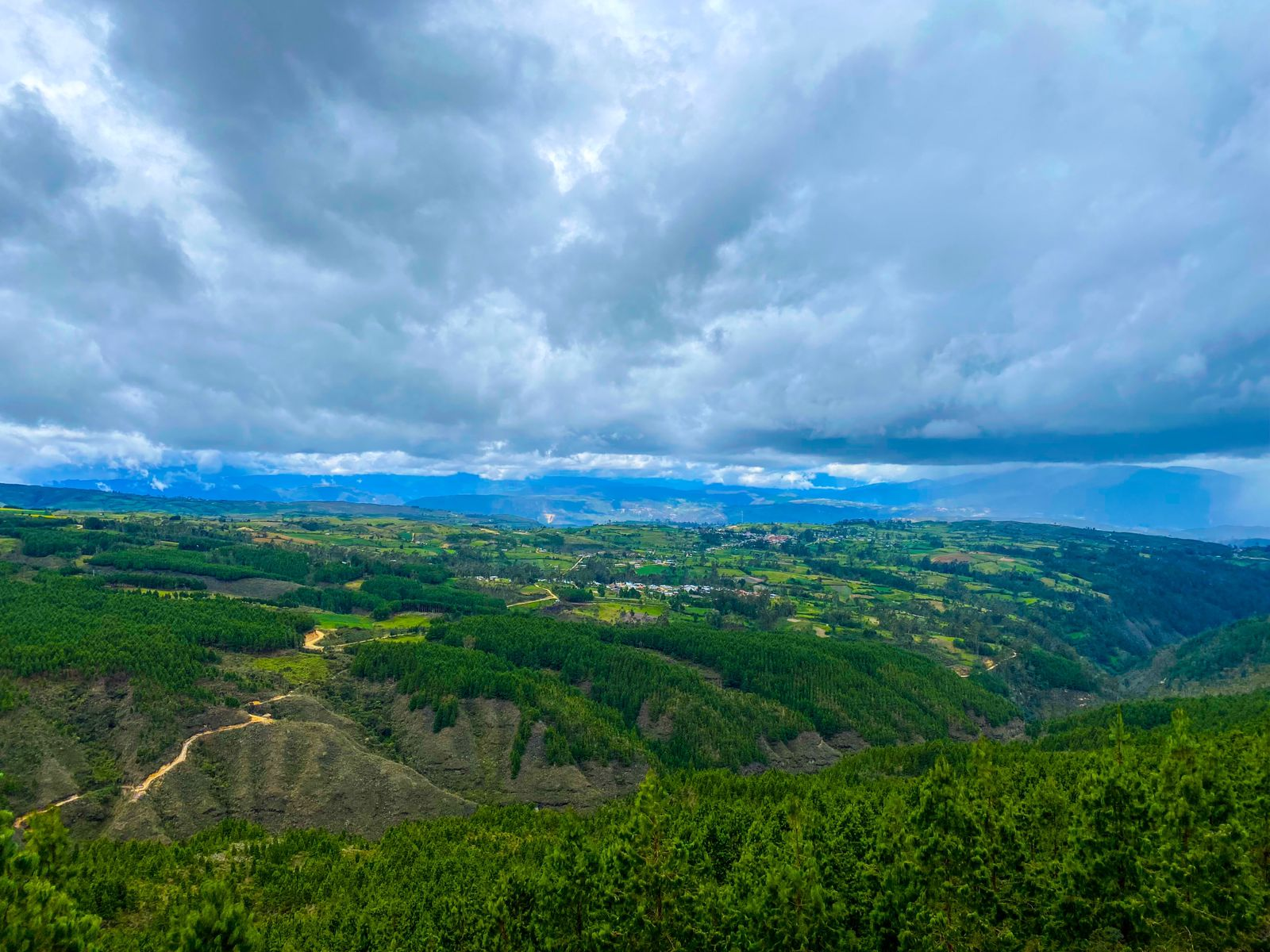
Mirador San Cristóbal

Abarca una superficie de 73,87 km² y tiene una población estimada mayor a 400 habitantes. 
Su capital es el pueblo de Luya Viejo.

### Pueblos ycaseríosdel distrito de Luya Viejo
| - Luya Viejo - San Bartolo - Quirilita - Rumichaca | - Urre - Desmonte - Siocta - Calansha |

## Cultura

### Festividades
La fiesta patronal de la capital Luya Viejo se celebra el 22 de noviembre, en honor a Santa Eulalia.

## Turismo

### Bosques de Vásquez Pampa
Hace 21 años la comunidad campesina de Luya Viejo realizó el proyecto de forestación en 700 hectáreas de terreno, plantando pinos; de esta manera contribuyen con la preservación del medio ambiente.

### Mirador deSan Cristóbal
Este hermoso mirador está sobre los 3,123 m s. n. m. Desde este punto puedes divisar un hermoso panorama de toda la zona y además apreciarás las grandes hectáreas de pinos que plantó la comunidad de Luya Viejo.

### Hospedaje Los Pinos

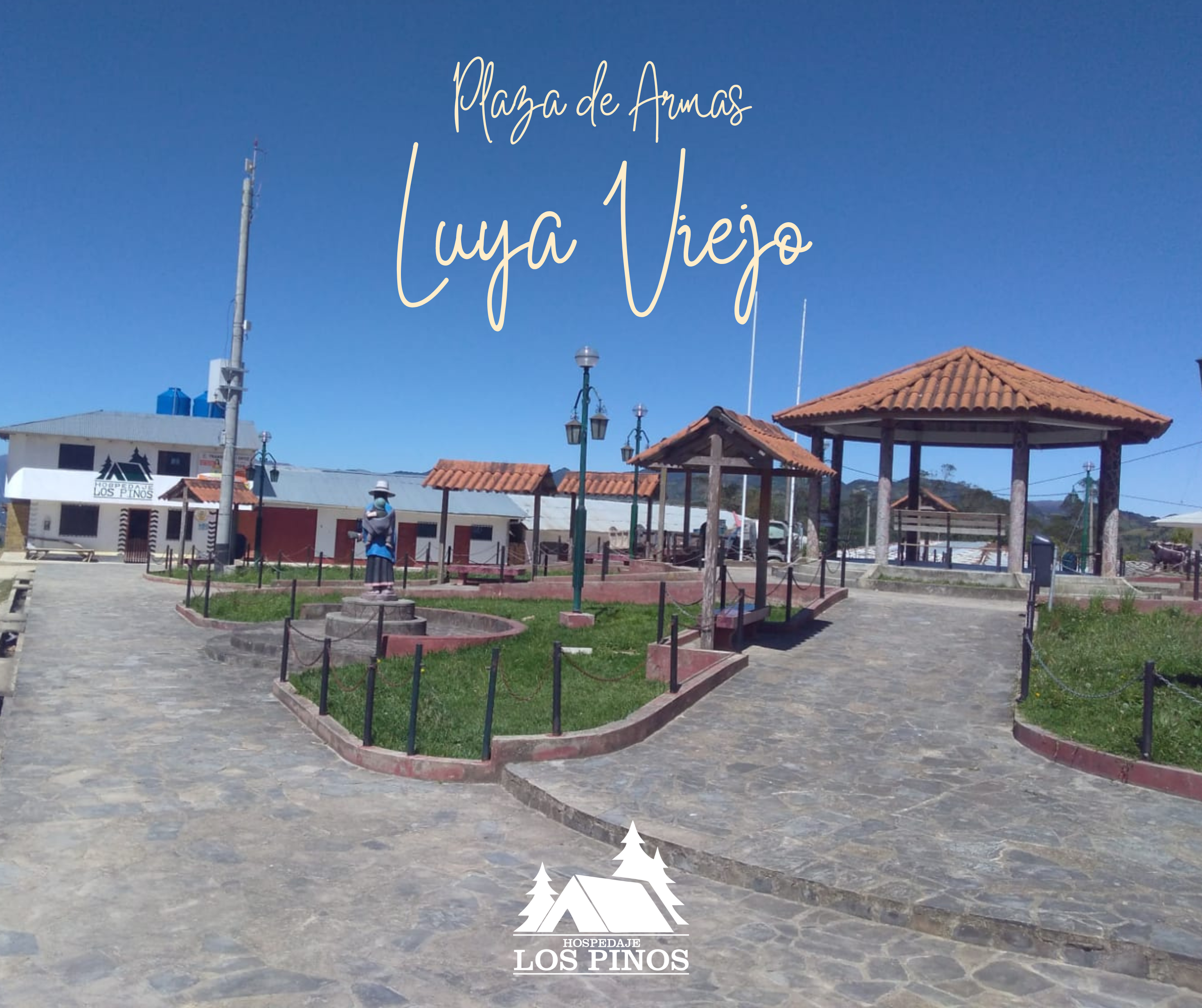
Hospedaje Los Pinos

También cuenta con un hospedaje llamado Los Pinos, ubicado en la Plaza de Armas del distrito de Luya Viejo.

## Autoridades

### Municipales
- 2023 - 2026[5]
  - Alcalde: Darmin Guelac Reyna (Victoria Amazonense).
  - Regidores:

  1. Donatilde Vela Ángeles (Victoria Amazonense).
  2. Joel Inga Chuquizuta (Victoria Amazonense).
  3. Rosibel Gómez Mendoza (Victoria Amazonense).
  4. Humberto Oxolón Llanos (Victoria Amazonense).
  5. Delicia Ramírez Llanos (Renovación Popular)

## Gastronomía
Como comidas típicas se conoce el cuy con papas, el puchero entre otros.